# طرح ضربتی افزایش تولید بنزین
طرح ضربتی افزایش تولید بنزین به دنبال افزایش تحریم‌های بین‌المللی در ۶ مجتمع پتروشیمی شازند اراک، جم، برزویه (نوری)، امیر کبیر، واحد آروماتیک بندر امام و بوعلی سینا با ظرفیت تولید روزانه ۱۵ تا ۱۷ میلیون لیتر بنزین و ۹ میلیون لیتر گازوئیل آغاز شد.
قانون تحریم همه‌جانبه ایران در سال ۱۳۷۷ به تصویب کنگره آمریکا رسید.
این تحریم‌ها رئیس‌جمهور آمریکا را قادر می‌سازد تا شرکت‌های خارجی که به ایران بنزین و دیگر فراورده‌های نفتی پالایش شده را صادر می‌کنند، مجازات کند.
در سال ‍۱۳۸۹ در حالی که ایران چهارمین صادرکننده بزرگ نفت در جهان و دومین در اوپک بود، ظرفیت پالایش نفت به اندازه کافی برای پاسخ‌گویی به تقاضای خود را نداشت، و بر اساس گزارش‌ها ۴۰٪ بنزین و ۱۱٪ سوخت گازوییل مصرفی خود را وارد می‌کرد. ایران در حال دو برابر کردن ظرفیت تولید بنزین تا ۴۸۰ هزار متر مکعب در روز تا سال ۲۰۱۲ میلادی است، که در آن نقطه ممکن است تبدیل به یک صادرکننده خالص بنزین شود.
پیش از تصویب تحریم بنزین علیه ایران، مسعود میر کاظمی، وزیر نفت، اجرای طرح ضربتی افزایش تولید بنزین یا همان طرح تولید بنزین از طریق واحدهای پتروشیمی را اعلام کرده بود. وی اعلام کرد:
ما در مرحله اول این طرح همه واحدهای پتروشیمی را درگیر نکرده‌ایم و تولید را با ۱۴ میلیون لیتر در روز شروع کرده‌ایم که با در نظر گرفتن ۴۴ میلیون لیتر تولید فعلی پالایشگاه‌ها، توان تولید بنزین داخلی به ۵۸ میلیون و ۵۰۰ هزار لیتر در روز می‌رسد که به این ترتیب جمهوری اسلامی عملاً موضوع تحریم بنزین را بی اثر می‌کند.
این طرح در ۳ مجتمع پتروشیمی بوعلی، بندر امام خمینی و پتروشیمی برزویه کلید خورد.
و دست کم تا تابستان سال ۱۳۹۲ بنزین در پتروشیمی‌ها تولید شد.
عبدالحسین بیات دربارهٔ چگونگی تولید بنزین در پتروشیمی گفت:
در واحدهای پتروشیمی جم، اراک و امیرکبیر محصولی به نام بنزین پیرولیز پس از فراورش به بنزین معمولی تبدیل می‌شود.

## شرکت‌هایی که به تحریم همه‌جانبه ایران پیوستند
شرکتهای نفتی، حمل و نقل و بیمه‌ای مرتبط با بنزین که برابر با گزارش مرکز مطالعات کنگره آمریکا، همکاری خود را با ایران متوقف کرده‌اند عبارتند از:
- ویتول از اوایل سال ۲۰۱۰
- ترافیگورا در نوامبر ۲۰۰۹
- گلنکور سوئیس در سپتامبر ۲۰۰۹
- توتال در می ۲۰۱۰
- صنایع ریلاینس در می ۲۰۰۹
- پتروناس در آوریل ۲۰۱۰
- لوک‌اویل در آوریل ۲۰۱۰
- رویال داچ شل در اکتبر سال ۲۰۰۹
- گروه ایندیپندنت پترولیوم از سپتامبر ۲۰۱۰
- توپراس در می سال ۲۰۱۱
- بریتیش پترولیوم انگلستان، شل، کیو ۸، توتال، و او. ام. وی، در می سال ۲۰۱۱، (سوخت هواپیما)
- گلدن کراون پترولیوم' از ۲۹ ژوئن ۲۰۱۰، (حمل و نقل کشتی)
- مونیخ ری، آلیانز و هانوفر ری (بیمه)
- لویدز از ژوئیه ۲۰۱۰ (بیمه)
- ان. وای. کی لاین (حمل و نقل کالا از هر نوع و نه تنها محدود به بنزین)
- لینده در می سال ۲۰۱۱ (فناوری میعان گاز برای تعلیق «برنامه گاز طبیعی مایع»)

## کیفیت سوخت داخلی
بحث بر سر کیفیت بنزین و گازوییل تولید ایران از سال‌ها پیش مطرح بود.

### کیفیت بنزین پتروشیمیایی
استاندارد بودن یا نبودن بنزین پتروشیمیایی و تأثیر بر آلودگی، موافقان و مخالفانی داشت:

#### نظر مرکز مطالعات کنگره آمریکا
مرکز مطالعات کنگره آمریکا، در گزارشی به قلم کنت کتزمن، کارشناس امور خاورمیانه می‌نویسد:
ایران با اختصاص دست کم دو کارخانه پتروشیمی به پروژه تولید بنزین، که بر اساس فرایند اولیه تولید بنزن طراحی شده، میزان تولید داخلی خود را نیز افزایش داده‌است. گزارش‌ها اعلام کرده‌اند که مصرف این بنزین، همان‌طور که انتظار می‌رفت، منجر به افزایش چشمگیر آلودگی هوا در تهران شد.

#### نظر مجری طرح ساخت بنزین
در مصاحبه‌ای که در تاریخ ۲۲ شهریور ۱۳۸۹ با فریبرز پناهی -مجری طرح بنزین پتروشیمیایی- انجام شد؛ وی در بارهٔ درصد بالای ترکیبات آروماتیکی در این بنزین‌ها چنین گفته بود که:
در این واحد بنزینی تولید می‌شود که ترکیبات آروماتیکی آن تا حدودی بالا است. اما این بنزین به عنوان بنزین نهایی تحویل جامعه نمی‌شود که مردم از درصد بالای ترکیبات آروماتیکی آن نگران باشند. در واقع این بنزین وارد واحد پول پالایشگاه‌های دیگر می‌شود و با بنزین اکتان پایین ترکیب شده و یک بنزین استاندارد با درصد مواد آروماتیک پایین و اکتان نرمال تولید می‌شود که با استاندارد یورو نیز مطابقت دارد.
اما وی پس از یک سال؛ آلوده بودن بنزین تولیدی را تأیید کرد و طی مصاحبه‌ای دلیل آلودگی بنزین پتروشیمیایی را چنین عنوان کرد که:
روند اجرایی تولید بنزین در مجتمع‌های پتروشیمی بدون استفاده از روند اصلاح و بهسازی بود. طرح بنده این نبود که استفاده کردند. در واقع همان چیزی که در پتروشیمی‌ها تولید می‌شد را بدون هیچگونه روند اصلاحی و رساندن آن به استانداردهای روز تحویل پالایشگاه‌ها می‌دادند.

#### نظر دیگران
وزیر نفت وقت (سید مسعود میرکاظمی) دربارهٔ کیفیت بنزین پتروشیمیایی مدعی بود که:
کیفیت این بنزین پایین‌تر از کیفیت بنزین وارداتی نیست و پس از تولید این محصول در مجتمع‌های پتروشیمی در آزمایشگاه‌های این شرکت آزمایش و نتیجه گزارش به شرکت ملی پالایش و پخش فراورده‌های نفتی اعلام می‌شود.
احمدی‌نژاد، رئیس‌جمهور ایران نیز در کنفرانسی مطبوعاتی از دلایل آلودگی هوای تهران تنفس ۸ میلیون تهرانی را دخیل دانست:
اگر خودرویی هم در خیابان‌ها حرکت نکند، بازدم هشت میلیون انسان که طی آن منواکسیدکربن و سایر گازها منتشر می‌شود، آلودگی ایجاد می‌کند و جریان هوا برقرار نمی‌شود، ضمن این که در برخی ایام سال پدیده وارونگی هوا نیز شکل می‌گیرد.
عسکر جلالیان، عضو کمیسیون انرژی مجلس دربارهٔ این نوع بنزین هشدار داد:
بنزینی که در پالایشگاه‌ها به شکل غیر استاندارد تولید می‌شود، سرطان‌زا است واگر این بنزین سرطان‌زا در اختیار مردم قرار بگیرد مردم را به صورت حاد تری درگیر می‌کند و هزینه تمام شده آن برای کشور نیز بالاتر است. اگر با کمبود بنزین مواجه شویم به مردم فشار می‌آید و با نارضایتی آنها مواجه خواهیم شد. اما بحران نارضایتی مردم قابل مدیریت و کنترل است و نهایتاً با عصبانیت آن‌ها رو به رو هستیم که خطرش کمتر از این است که مردم را در معرض خطر سرطان و مرگ قرار دهیم.
پس از ۱۰۰ روز تولید بنزین پتروشیمیایی، عبدالحسین بیات معاون وزیر نفت اعلام کرد که: «با حذف بنزن از چرخه تولید بنزین در برخی مجتمعها مشکل آلودگی آن هم به سرعت مرتفع شده‌است».
این در حالی است که طی مراسمی که در آن از ۳۰ تلاشگر طرح تولید ضربتی بنزین توسط رئیس‌جمهور تقدیر شد از تولید موادی مانند ریفرمیت، بنزین پیرولیز و MTBE یاد شده‌است.
پیشتر نیز سیدمسعود میرکاظمی وزیر نفت نیز شایعه آلودگی هوای تهران در اثر بنزین تولیدی در داخل را تکذیب و این شایعه را حربه تحریم کنندگان در برابر رسیدن کشور به خودکفایی بنزین ارزیابی کرده بود.
این در حالی بود که عسگر جلالیان و غلامعلی میگلی نژاد اعضای کمیسیون انرژی مجلس، محسن نریمان، عضو کمیسیون عمران و محمدرضا رضایی، عضو کمیسیون بهداشت دربارهٔ غیراستاندارد بودن بنزین و نقش آن در آلودگی هوای تهران و شهرهای دیگر کشور سخن گفته بودند.
اختلاف نظر بین استاندارد بودن یا نبودن بنزین بر سر عدد اکتان یا جنس ماده افزودنی برای بالا بردن اکتان بود.
به طوری که نظام‌الدین برزگری، رئیس سازمان استاندارد مدعی بود:
بنزین تولیدی در ایران با استانداردها مطابقت دارد. اکتان بنزین‌های موجود در کشور ۸۷ است و با استاندارد ملی مطابقت دارد. گزارش‌های ارسالی از ادارات استاندارد استانها در سراسر کشور نیز نشان می‌دهد که اکتان بنزین‌ها ۸۷ است. براساس استانداردهایی که در کشور وجود داشته اکتان بنزین در کشور طی سالهای گذشته تغییری نکرده و بنزین مصرفی در آلودگی هوا بی تأثیر بوده‌است.
پس از آن دکتر سید حمید حسینی در میزگردی گفت:
الان اکتان بنزینی که عرضه می‌شود بالاست. گفتن اینکه اکتان بنزین بالاست، مشکلی را حل نمی‌کند. ما می‌گوییم مشکل ما این است که شما دارید از آروماتیک استفاده می‌کنید. بنزینی خوب است که دارای آروماتیک نباشد یا حداقل آروماتیک در آن باشد. استانداردهای جهانی زیر یک درصد آروماتیک را اجازه می‌دهد که در بنزین باشد. من خودم محموله بنزین وارداتی را به شرکت نفت پیشنهاد کردم که ۹ درصد بنزن داشت اما امور بین‌الملل این شرکت دور آن خط کشید و نوشت که «این نوع بنزین سرطان زاست و ما بنزینی را توصیه می‌کنیم که بنزن نداشته باشد.» در آن زمان آن نوع بنزین را قبول نمی‌کردند اما الان به خاطر مشکلات ناشی از تحریم‌ها مجبور شده‌ای‌م بنزینی را تولید کنیم که بنزن آن قطعاً بالاتر از ۹ درصد است.
وجود بنزن در هوای تهران را معصومه ابتکار، رئیس کمیته محیط‌زیست شورای شهر تهران نیز تأیید می‌کرد:
آلاینده‌های آلی در هوای تهران مانند بنزن، تولوئین و دیزایلین از بخارات بنزین حاصل می‌شود.
دکتر اسماعیل کهرم، فعال محیط زیست و مدرس محیط زیست دانشگاه تهران، که خودروی بی‌کیفیت و بنزین بی‌کیفیت را مهم‌ترین عوامل ابتلا به امراض قلبی و ریوی می‌داند گفت:
آلاینده‌های زیست‌محیطی خودرو و بنزین که درتولید آن از بنزن ۵۰٪ استفاده می‌شود و ۱۰ برابر استاندارد ۵ درصدی کشورهای پیشرفته است و بسیار خطرناک و سرطان‌زاست.
طی خبر رونمایی از تولید ۶ تا ۷ میلیون لیتر بنزین با مخلوط ۳۵ درصدی متانول در حضور قاسمی وزیر نفت، در دی ماه ۱۳۹۱، احمد نعمت بخش دبیر انجمن خودروسازان ایران در نامه‌ای به شاعری معاون سازمان حفاظت محیط زیست در مورد کیفیت نامطلوب این نوع بنزین چنین هشدار داد که بخارات متصاعده از متانول به شدت سمی بوده و علاوه بر صدمات ریوی، حتی ممکن است باعث کوری چشم شود. همچنین در اثر خوردگی شدید قطعات، خطر آتش‌سوزی خودروهای فعلی افزایش می‌یابد. وی در این نامه خواستار توقف تولید بنزین پایه متانولی شد.

### کیفیت گازوییل
معاون اداره کل نظارت بر اجرای استاندارد معتقد است که حداکثر مقدار گوگرد گازوئیل در استاندارد ملی موجود حدود ۲۰۰ برابر حد مجاز مقدار گوگرد در استانداردهای اروپایی است که این موضوع موجب افزایش آلودگی هوا می‌شود. میزان گوگرد موجود در گازوئیل تولید شده در پالایشگاه‌های داخلی حدود ۷۰۰۰ تا ۱۰۰۰۰ پی.پی. ام (ذره در میلیون) است؛ این در حالی است که استاندارد جهانی آن حدود ۵۰ پی.پی. ام است.

## ادامه یافتن طرح ضربتی تولید بنزین
از مرداد ماه سال ۱۳۸۹ در طی ۶ ماه بنزین در ۶ مجتمع پتروشیمی شازند، جم، برزویه (نوری)، امیر کبیر، واحد آروماتیک بندر امام و بوعلی سینا با ظرفیت تولید روزانه ۱۵ تا ۱۷ میلیون لیتر بنزین و ۹ میلیون لیتر گازوئیل تولید شد.
در این بازه زمانی، بیش از یک میلیارد و ۲۰۰ میلیون لیتر بنزین با عدد اکتان ۱۰۰ در صنایع پتروشیمی تولید و به بازارهای مصرف داخلی عرضه شد.
با اجرای قانون هدفمندسازی یارانه‌ها در ایران و کاهش مصرف این محصول نفتی در سطح کشور به تدریج واحدهای پتروشیمی از چرخه تولید بنزین خارج و تولید محصولات پتروشیمیایی در این واحدها از سر گرفته شد.
با این وجود در مرداد ماه سال ۱۳۹۰ دکتر رشیدی، مدیر عامل شرکت کنترل کیفیت هوای تهران با اشاره به این که میزان آلاینده بنزن در جایگاه‌های بنزین به ۴۳۸ برابر حد استاندارد می‌رسد اعلام کرد:
آلاینده بنزن ترکیبی سرطان‌زاست و نه تنها جان کارکنان جایگاه‌های بنزین، بلکه سلامت شهروندان را به خطر می‌اندازد.
سیروس سازدار نماینده مرند و جلفا دربارهٔ طرح‌های افزایش سطح کیفی بنزین در آبان ماه ۱۳۹۰ گفت:
مسئولان صنعت نفت ایران طرح‌هایی را برای افزایش سطح کیفی بنزین تولیدی در ایران اجرا کرده‌اند که متأسفانه موفقیت‌آمیز نبوده‌است و اگر در این شرایط از واردات بنزین جلوگیری شود کیفیت بنزین مصرفی در ایران با افت چشمگیری روبه‌رو خواهد شد… استاندارد نبودن بنزین تولیدی در داخل یکی از علت‌های آلودگی هوا در کلان‌شهرها است و این موضوع در زمان به وجود آمدن پدیده وارونگی دما به آلوده شدن هوا شتاب می‌بخشد.
مصطفی کشکولی، مدیرعامل شرکت ملی پالایش و پخش فراورده‌های نفتی در ۲۶ اسفند ۱۳۹۱ با اعلام اینکه روزانه ۲۲ میلیون لیتر بنزین با استاندارد «یورو ۴» و «یورو ۵» در کشور تولید می‌شود، از توقف تولید بنزین در واحدهای پتروشیمی تا سه ماه دیگر خبر داد.
با توقف نیافتن تولید بنزین پتروشیمیایی، رحمت‌الله حافظی رئیس کمیسیون سلامت شورای شهر تهران در بهمن ۱۳۹۲ خواستار توقف تولید پتروشیمی در کشور شد، وی به معصومه ابتکار رئیس سازمان محیط زیست اشاره کرد و گفت:
خانم دکتر شما نباید در برابر آلودگی هوا ساکت باشید سلامت مردم قابل معامله نیست.
همچنین در آذر ماه ۱۳۹۲ وزارت نفت اعلام کرد که روزانه ۸ میلیون لیتر بنزین تولیدی پتروشیمی‌ها پس از فراورش در پالایشگاه‌ها در جایگاه‌های سوخت عرضه می‌شود.

### بهبود کیفیت بنزین
پس از تحریم بنزین، تولید محصولات با کیفیت استاندارد ۲۰۰۵ اروپا و کاهش مواد آلاینده، اهداف کلی طرح توسعه پالایشگاه‌ها از جمله پالایشگاه امام خمینی شازند قرار گرفت. با اجرای این طرح تا پایان سال ۱۳۹۰ خورشیدی، عدد اکتان بنزین سوپر تولیدی این پالایشگاه به ۹۵ و اکتان بنزین معمولی به ۹۰ می‌رسد و میزان مواد آروماتیک در بنزین معمولی این پالایشگاه به ۳۵٪ و بنزن به ۱٪ کاهش می‌یابد.
اما معصومه ابتکار وضعیت آلودگی سال ۱۳۹۰ را از سال گذشته بدتر ارزیابی کرد و گفت:
قرار بود یک سیاست مقطعی بدون توجه به سلامت مردم و محیط زیست در خصوص بنزین داشته باشیم، اما این سیاست بلند مدت شده‌است… در حال حاضر تحت هیچ شرایطی بنزین عرضه شده فعلی قابل قبول نیست و بر اساس اندازه‌گیری‌های جدید از طرف شرکت کنترل کیفیت هوا میزان بنزن بنزین فعلی که بسیار خطرناک و سرطانزا است ۳۵ برابر حد مجاز شهر تهران بوده که نسبت به سال گذشته وضعیت بدتر شده‌است.
در تیرماه ۱۳۹۲ روزانه ۲۲ میلیون لیتر بنزین با استاندارد یورو ۴ تولید شد که می‌تواند تمام مصرف منطقه تهران (منطقه تهران علاوه بر شهر تهران، شامل نواحی شهرری، فیروزکوه، دماوند، شهریار، ورامین، پاکدشت، رباط کریم و اسلامشهر هم می‌شود) را که متوسط مصرف روزانه آن بین ۱۳ تا ۱۴ میلیون لیتر است پوشش دهد.
اما مدیرعامل شرکت پتروشیمی ایران در تاریخ ۱۷ تیر ۱۳۹۲ گفت: شرکت پالایش و پخش هنوز تصمیم تازه‌ای را مبنی بر عدم نیاز به دریافت بنزین از پتروشیمی ابلاغ نکرده و هم‌اکنون میزان تحویل بنزین به پالایش و پخش تغییر نکرده‌است. پیش از این، معاون وزیر نفت در امور پالایش و پخش گفته بود: برای این که کمکی برای پالایشگاه شازند داشته باشیم اکتان افزا را از پتروشیمی برای احتیاط می‌گیریم. یوسف رشیدی گفته‌است: شاید افزودن چنین ترکیباتی موجب احتراق بهتر سوخت و بنزین شود اما در تمام دنیا استفاده از آن‌ها به دلیل مشکلاتی که برای سلامت مردم به بار می‌آورد به عنوان افزودنی به سوخت یا اکتان افزا ممنوع است.
رحمت‌الله حافظی رئیس کمیسیون سلامت شورای شهر تهران در بهمن ۱۳۹۲ گفت: «تولید سوخت پتروشیمی غیر استاندارد ۳۵ برابر حد نرمال بنزن در هوا ایجاد می‌کند» و خواستار توقف تولید پتروشیمی در کشور شد.
در تاریخ ۱۵ اردیبهشت ۱۳۹۳ عباس کاظمی، معاون وزیر نفت و مدیرعامل شرکت ملی پالایش و پخش فرآورده‌های نفتی ایران ضمن آن که یکی از دلایل افزایش سرطان در تهران و سایر کلانشهرهای کشور را بنزین تولید شده در پتروشیمی‌ها دانست، مدعی شد: «بنزین و ترکیبات حلقوی بنزین تولیدی در پتروشیمی‌ها حدود ۱۰ درصد است، این در حالی است که حجم بنزین وارداتی کمتر از دو درصد است … در شرایط فعلی به‌طور متوسط ۵٬۵ میلیون لیتر بنزین در پتروشیمی‌ها تولید و برای امتزاج نهایی تحویل پالایشگاه‌های نفت می‌شود». همچنین وی مدعی شد که از بهمن ماه سال ۱۳۹۲ بنزین پتروشیمی‌ها در سطح شهر تهران و کرج توزیع نشده‌است.

## مرگ و میر
مرضیه وحید دستجردی، وزیر بهداشت و درمان، در تاریخ ۱۱ دی ۱۳۸۹ گفت:
موضوع بالا بودن میزان بنزن در بنزین‌های داخلی و آمار مرگ و میر ناشی از آلودگی هوا را باید بررسی کنیم و بعد از تحقیق نتیجه را اعلام می‌کنیم.
در اثر آلودگی هوا در ایران سالانه حداقل ۴۰۰۰ نفر در اثر این آلودگی جان خود را از دست داده‌اند.
این در حالی است که برخی آمارها نیز میزان مرگ و میر ناشی از آلودگی هوا در ایران در سال ۱۳۸۹ را ۱۰هزار۶۰۰ تن نشان می‌دهد. در این میان وضعیت تهران در میان سایر کلانشهرها وخیم‌تر است به گونه‌ای که ۳هزار و ۶۴۰ مرگ منتسب به آلودگی هوا در این شهر به ثبت رسیده و به گفته کارشناسان میزان مرگ و میرهای زودرس در افراد دارای بیماری‌های زمینه‌ای مانند قلبی – عروقی در تهران سه‌برابر متوسط کشور است. رشید رمضانی، رئیس اداره سرطان وزارت بهداشت نیز با هشدار به شیوع انواع سرطان خون در کشور، شیوع این بیماری در کشور را نتیجه وجود ترکیب بنزن در سوخت عنوان کرد.
محسنی بندپی؛ نماینده مجلس دوره هشتم -که بعداً برای دوره نهم مجلس رد صلاحیت شد- دربارهٔ ارتباط سرطان با بنزن گفت:
باید بپذیریم که درست است که سرب را حذف کردیم اما بنزن موجود در هوا چند برابر استاندارد است که خود افزایش دهنده بیماریهای سرطانی است در واقع سرطان‌زا بودن بنزن صد درصد محرز شده‌است و شبهه‌ای در این مورد وجود ندارد. همانگونه که وزیر بهداشت نیز اعلام کرد سونامی بیماری‌های سرطانی را در پیش داریم در واقع میزان ابتلا به سرطان نیز در جامعه ما رو به افزایش است.
مرگ و میر در افراد کهنسال و کودکان بیشتر دیده شده‌است، از جمله افرادی که دارای بیماری‌های مزمن و زمینه‌ای بودند، آلودگی هوا بیشتر روی آن‌ها تأثیر گذاشته‌است.
در شهر تهران به علت غلظت چند برابری استانداردهای بین‌المللی بنزن در هوا، ریسک ابتلا به انواع بیماری‌ها ازجمله سرطان‌های خونی به دلیل وجود این آلاینده افزایش یافته‌است. میزان بنزن در برخی از مناطق تهران تا ۴۰ برابر حد مجاز برآورد شده‌است.

### شکایت از وزیر نفت دولت دهم
در خرداد ۱۳۹۳ تنی چند از وکلا از میرکاظمی شکایت کردند. یکی از وکلا اظهار داشت:
 از آقای میرکاظمی به جهت اقدام و تولید بنزین‌های سمی در داخل کارخانه‌های پتروشیمی و توزیع در سطح شهرها که موجب خسارت هنگفت مالی مادی و معنوی به کشور و مردم شده‌است شکایت کردیم.